# Neurogomphus pallidus
Neurogomphus pallidus là loài chuồn chuồn trong họ Gomphidae. Loài này được Cammaerts mô tả khoa học đầu tiên năm 1967.